# Banska Gorica
Banska Gorica is een plaats in de gemeente Tuhelj in de Kroatische provincie Krapina-Zagorje. De plaats telt 46 inwoners (2001).